# 遊佐浩二
遊佐 浩二（ゆさ こうじ、1968年8月12日 - ）は、日本の男性声優。京都府京都市伏見区淀出身。フリー。

## 来歴

### 生い立ち
子供の頃は京都競馬場の近く（京都市伏見区淀）に住んでいた。幼い頃は世間を冷めた目でナナメに見てるような、かわいげのない子供であったという。中学校入学祝いでラジオカセットレコーダーを買ってもらってラジオドラマを聞いたことがきっかけで声優を目指した。同時に深夜放送で流れていた曲を録音していたが、許可なしで兄から上書きされてしまったこともあった。
声優という職業は以前から知っており、テレビでは仮面ライダー、スーパー戦隊シリーズから『マジンガーZ』、『ルパン三世』まで、声での演技に憧れていたという。
「キミも声優になれる」というキャッチコピーにひかれて高校2年生の時に勝田声優学院の通信講座を始めた。その時は教材を見てカセットテープに自分の声を録音して郵送して、自分のお小遣いで講座を受け続けていたという。
あまりその活動を親に言うこともなく、親も声優を目指してるとは思わなかったが、そんな状態で継続した。初級から中級の途中で東京都の大学に進学、週一で勝田声優学院に通っていた。大学時代は学部は文学部であり、国語学を専攻していた。その後は師匠であった村松康雄の劇団で稽古しており、当時はゆきのさつきと一緒であったという。

### キャリア
大学卒業後は勝田声優学院第7期生を経て、1993年（25歳のとき）に声優としてデビュー。初レギュラーは1996年の『超者ライディーン』の鳥飼銀牙役となる。デビュー当初はオフィス薫に所属しており、30歳の時に自分の力を試してみようと、同社退所後は所属フリーで活動している。
しばらく苦労が続いたようであったが、制作会社スタッフに挨拶したりディレクターと話したりを頑張った結果、仕事が続くようになった。その頃、『がんばれ!!ロボコン』のロボモグの声を演じて、その後は東映の実写ヒーローもの吹き替え作品に参加して、『仮面ライダー電王』に繋がりどんどん仕事をすることになったという。
2007年に出演した『仮面ライダー電王』で手がけた後期主題歌『Climax Jump DEN-LINER form』はオリコンで第2位にランクインし、その功績が認められ電王の共演者と共に第2回声優アワードでシナジー賞を受賞した。

## 特色
方言は関西弁。
主にアニメやドラマCD、洋画の吹き替えを中心に活動する他、情報番組などのナレーションを手がけることも多い。本職である声優の他、イベントやラジオの仕事が増え、本人のパーソナルな部分が広く知られるようになった。
アニメでは好青年や二枚目、クールな役、狂気的な役、軽薄な役、冷酷で陰険な性格の悪役など様々な役をこなす。また本人曰く、『鬼灯の冷徹』の白澤、『黒執事』の劉（ラウ）、『BLEACH』の市丸ギン、『銀魂』の東城歩など、瞳をあまり開かないキャラクターを多く演じているとのこと。京都弁を話す役や、中国系の役も多い。
洋画では、キリアン・マーフィーなどを担当している。

## 人物
顔出しで友情出演した『劇場版 仮面ライダーキバ 魔界城の王』では40代手前ながら高校生役を演じた。
愛犬はチワワ（ロングコート）のぎんが（1999年11月 - 2015年、雄）。名前の由来はかつて自分が演じた『超者ライディーン』の鳥飼銀牙。画数の関係でひらがな表記が正式とのこと。地元で働いている4つ上の兄がいる。
漫画家の柴田亜美とは、彼女の作品で方言指導を手がけたことをきっかけに、メールのやり取りをする間柄になった。
趣味・特技は靴集め。
元妻は声優の三橋加奈子。

## 出演
太字はメインキャラクター。

### テレビアニメ
1995年
- 黄金勇者ゴルドラン（舎弟）
- スレイヤーズ（見張り）
- 飛べ!イサミ（落書魔）
- ぼのぼの（ナンナン）

1996年
- 機動新世紀ガンダムX（デマー・グライフ）
- 超者ライディーン（鳥飼銀牙 / ライディーン・アウル）
- 勇者指令ダグオン（アナウンサー、男子生徒、不良）

1997年
- CLAMP学園探偵団（黒服D）
- 名探偵コナン（1997年 - 2019年、飛田銀二、田所俊哉、川崎哲也、勝呂久志、椎名涼介、星河童吾、永作司朗、新井京介、梨田輝之、羽川条平、江舟論介、沖田総司 他）
- 勇者王ガオガイガー（運営委員）

1998年
- センチメンタルジャーニー（男子生徒A）
- DTエイトロン（ベルク）
- ヨシモトムチッ子物語（シンスケクワガタ）
- ロスト・ユニバース（悪ガキ）

1999年
- イソップワールド（チーターキッド）
- 頭文字D Second Stage（THUNDERS 他）
- 宇宙海賊ミトの大冒険（海賊）
- しましまとらのしまじろう（キャスター）
- 週刊ストーリーランド（従業員、警官、男）
- 星界の紋章（レーリア）
- 星方天使エンジェルリンクス（ニコラ）
- ∀ガンダム（作業員A、農民B、ミリシャ兵B）
- 地球防衛企業ダイ・ガード（牧瀬）
- ポケットモンスター（1999年 - 2000年、ユウジ、ミツジ）

2000年
- 激動!歴史を変える男たち 〜アニメ静岡県史〜（江川担庵、プチャーチン提督）
- はじめの一歩（テスト生）
- ブギーポップは笑わない Boogiepop Phantom（隆）
- BRIGADOON まりんとメラン（艦内アナウンス）

2001年
- グラップラー刃牙（ガイア / 野村）
- The Soul Taker 〜魂狩〜（オペレーター）
- スターオーシャンEX（キース）
- 地球少女アルジュナ（副官C）
- ヒカルの碁（白川道夫、片桐恭平、大君、佐和良中三将、金 他）
- 魔法戦士リウイ（勇者、冒険者B）

2002年
- あたしンち（2002年 - 2008年、数学の先生、娘の彼氏、バスの運転手、営業マン、男性 他）
- ハングリーハート WILD STRIKER（大村ハルキ、藤森稔、古木 他）

2003年
- アストロボーイ・鉄腕アトム（ブルース、職員、パイロット）
- ガンパレード・マーチ 〜新たなる行軍歌〜（運転手）
- キノの旅 -the Beautiful World-（サラリーマン）
- SPACE PIRATE CAPTAIN HERLOCK（兵士）
- ソニックX（シャドウ・ザ・ヘッジホッグ）
- 超ロボット生命体トランスフォーマー マイクロン伝説（アイアンハイド、スラスト）
- ドラえもん（テレビ朝日版第1期）（男性）
- 成恵の世界（島田オーナー）
- PAPUWA（アラシヤマ、キムラ、長良川の鵜）

2004年
- Get Ride! アムドライバー（シーン・ピアース）
- それいけ!ズッコケ三人組（茜の父）
- トランスフォーマー スーパーリンク（アイアンハイド / アイアントレッド、ウイングダガー / ウイングセイバー）
- B-伝説! バトルビーダマン 炎魂（用心棒）
- BLEACH（市丸ギン）
- 陸奥圓明流外伝 修羅の刻（陸奥天斗、朝之助、藤吉）
- 流星戦隊ムスメット（西翔沙、プロデューサー）
- 遊☆戯☆王デュエルモンスターズGX（天上院吹雪 / ダークネス）
- 勇午 〜交渉人〜（中尉）

2005年
- アイシールド21（葉柱ルイ、三宅成、サイモン）
- 銀牙伝説ウィード（ブルゲ）
- BLOOD+（グドリフ、アーチャー推進調査補佐官 他）
- フルメタル・パニック! The Second Raid（トニー）
- ブラック・ジャック（医師）
- 焼きたて!!ジャぱん（エドワード・カイザー）

2006年
- Ergo Proxy（ビンセント・ロウ）
- 史上最強の弟子ケンイチ（池下）
- NIGHT HEAD GENESIS（神谷司）
- NANA（西本）
- 妖逆門（雷信）
- まじめにふまじめ かいけつゾロリ（黒服C）
- マージナルプリンス〜月桂樹の王子達〜（エンジュ）
- ワンワンセレプー それゆけ!徹之進（ヨルゲイツ）

2007年
- 一騎当千 シリーズ（2007年 - 2010年、左慈元放 / 王允子師、徐晃公明） - 3シリーズ
- Yes!プリキュア5（ローゼット伯爵）
- 銀魂（2007年 - 2018年、東城歩） - 4シリーズ
- CLAYMORE（イースレイ）
- クレヨンしんちゃん（2007年 - 2022年、ショウの父親、スギタ、イケメンコーチ 他）
- 鋼鉄三国志（諸葛瑾子瑜、伝令、ゴロツキ）
- ご愁傷さま二ノ宮くん（奥城たすく）
- 彩雲国物語 第2シリーズ（華眞 / 千夜）
- 人造昆虫カブトボーグ V×V（ジャッカル佐々木）
- 鉄子の旅（群衆）
- 電脳コイル（猫目宗助）
- 魔人探偵脳噛ネウロ（笹塚衛士）
- メイプルストーリー（アロアロ）
- レ・ミゼラブル 少女コゼット（モンパルナス）

2008年
- あまつき（篠ノ女紺）
- 黒執事（2008年 - 2024年、ラウ〈劉〉） - 4シリーズ
- S・A〜スペシャル・エー〜（緒方蒼）
- 絶対可憐チルドレン（兵部京介）
- 破天荒遊戯（ジェンフープ）
- ぷるるんっ!しずくちゃん あはっ☆（炭酸先生）
- PERSONA -trinity soul-（永井清文）
- Mission-E（鬼里久、先生）
- ヤッターマン（第2作）（チョコット）

2009年
- うみねこのなく頃に（天草十三）
- 鋼殻のレギオス（ロイ・エントリオ）
- 蒼天航路（周瑜）
- ドラえもん（テレビ朝日版第2期）（2009年 - 2019年、学生、医者、ホテルマン、国王）
- にゃんこい!（ジョセフィーヌ）
- 東のエデン（辻仁太郎）

2010年
- おおかみかくし（賢木儁一郎）
- ご姉弟物語（青年）
- 心霊探偵 八雲（木下英一）
- スーパーロボット大戦OG -ジ・インスペクター-（クエルボ・セロ）
- 聖痕のクェイサー（ゲオルグ・タナー）
- テガミバチ（2010年 - 2011年、精霊になれなかった者〈ロレンス〉） - 2シリーズ
- 忍たま乱太郎（2010年 - 2021年、若い頃の竜王丸〈2代目〉、オーマガトキ兵士、豆腐屋さん）
- ぬらりひょんの孫（2010年 - 2011年、ぬらりひょん〈若かりし頃〉） - 2シリーズ
- 薄桜鬼（2010年 - 2016年、原田左之助） - 4シリーズ
- はなかっぱ（2010年 - 2012年、てれてれ父さん、クジラ、ふわ吉、家来）
- はなまる幼稚園（花丸先生）

2011年
- 青の祓魔師（2011年 - 2025年、志摩廉造） - 5シリーズ
- うたの☆プリンスさまっ♪ マジLOVEシリーズ（2011年 - 2022年、日向龍也） - 4シリーズ + スペシャル1作品
- 逆境無頼カイジ 破戒録篇（三好智広）
- クロスファイト ビーダマン（2011年 - 2013年、ドラグレン） - 2シリーズ
- GOSICK -ゴシック-（アラン）
- これはゾンビですか?（2011年 - 2012年、夜の王） - 2シリーズ
- 世界一初恋（男）
- TIGER & BUNNY（ルナティック / ユーリ・ペトロフ）
- 真剣で私に恋しなさい!!（葵冬馬）

2012年
- アルカナ・ファミリア -La storia della Arcana Famiglia-（ジョーリィ）
- 機動戦士ガンダムAGE（オブライト・ローレイン、研究員、ビシディアンブリッジクルー）
- 君と僕。2（浅羽父）
- キングダム（2012年 - 2022年、壁） - 4シリーズ
- 恋と選挙とチョコレート（佐賀玲二）
- SKET DANCE（ヒメコの父）
- ZETMAN（灰谷政次）
- ソードアート・オンライン（2012年 - 2020年、クラディール） - 2シリーズ + 特別編
- 貧乏神が!（伊吹）

2013年
- 蒼き鋼のアルペジオ -アルス・ノヴァ-（刑部藤十郎）
- イクシオン サーガ DT（ナボコフ・ジャグラバーク）
- 宇宙戦艦ヤマト2199（遠山清）※2012年劇場先行公開
- 革命機ヴァルヴレイヴ（フィガロ）
- カーニヴァル（朔）
- ガッチャマン クラウズ（2013年 - 2015年、梅田光一） - 2シリーズ
- THE UNLIMITED 兵部京介（兵部京介）
- ジュエルペット ハッピネス（山田アーペル、ヤンマー）
- 断裁分離のクライムエッジ（皇鼎〈教授〉）
- 東京レイヴンズ（大友陣）
- ブラッドラッド（アキム）
- 弱虫ペダル（2013年 - 2023年、御堂筋翔） - 5シリーズ
- リトルバスターズ! 〜Refrain〜（担任）

2014年
- ガンダムビルドファイターズトライ（ミヤガ・ダイキ）
- 金田一少年の事件簿R（小金井守）
- テラフォーマーズ（2014年 - 2016年、アドルフ・ラインハルト） - 2シリーズ
- デュエル・マスターズ VS（2014年 - 2015年、孔明）
- 東京喰種トーキョーグール（2014年 - 2018年、タタラ） - 4シリーズ
- となりの関くん（谷先生）
- 曇天に笑う（仮面の男）
- ノブナガン（サンジェルマン）
- pupa（鬼島四朗）
- 鬼灯の冷徹（2014年 - 2018年、白澤） - 3シリーズ
- 魔法科高校の劣等生（2014年 - 2024年、周公瑾） - 2シリーズ

2015年
- オーバーロード（2015年 - 2022年、ブレイン・アングラウス） - 4シリーズ
- GANGSTA.（ドメニコ・アルカンジェロ）
- キュートランスフォーマー 帰ってきたコンボイの謎（マイスター） - 2シリーズ
- GATE 自衛隊 彼の地にて、斯く戦えり（2015年 - 2016年、柳田明） - 2シリーズ
- ジュエルペット マジカルチェンジ（真理夫）
- 聖剣使いの禁呪詠唱（漆原賢典）
- 対魔導学園35試験小隊（ホーンテッド）
- 美男高校地球防衛部LOVE!（黒鳥持手男）
- ヤングブラック・ジャック（藪）
- WORKING!!!（峰岸透）

2016年
- クロムクロ（フスナーニ）
- SERVAMP-サーヴァンプ-（ヨハネス・ミーミル・ファウストゥス）
- 坂本ですが?（8823先輩）
- 終末のイゼッタ（ゲルツ）
- 少年アシベ GO! GO! ゴマちゃん（天堂先生、スガオのパパ、山本兄弟）
- 昭和元禄落語心中（2016年 - 2017年、萬月） - 2シリーズ
- スカーレッドライダーゼクス（甘粕ソーイチロウ）
- タイムトラベル少女〜マリ・ワカと8人の科学者たち〜（サミュエル・モールス）
- ディバインゲート（ロキ）
- ドリフターズ（フラメ）
- ネトゲの嫁は女の子じゃないと思った?（†黒の魔術師†）
- ノルン+ノネット（加賀見一月）
- パズドラクロス（2016年 - 2018年、ジェスト）
- バトルスピリッツ ダブルドライブ（ケンゴー）
- 魔法つかいプリキュア!（2016年 - 2025年、バッティ） - 2シリーズ
- モブサイコ100（2016年 - 2022年、神室真司） - 3シリーズ

2017年
- ACCA13区監察課（リーリウム）
- ロクでなし魔術講師と禁忌教典（ヒューイ＝ロスターム）
- Fate/Apocrypha（赤のランサー / カルナ）
- 妖怪アパートの幽雅な日常（佐藤さん、コクマー）
- バチカン奇跡調査官（ジュリア・ミカエル・ボルジェ）
- 恋と嘘（仁坂遥一）

2018年
- 七つの大罪 戒めの復活（グレイロード）
- 魔法少女 俺（兵衛）
- 妖怪ウォッチ シャドウサイド（2018年 - 2019年、ハルヤ / 酒呑童子）
- ピアノの森（2018年 - 2019年、佐賀武士） - 2シリーズ
- 奴隷区 The Animation（ムオンの部下）
- 邪神ちゃんドロップキック（2018年 - 2023年、悪魔A） - 3シリーズ + 特別編
- 京都寺町三条のホームズ（円生）
- パズドラ（2018年 - 2020年、ハチロー）
- はねバド!（倉石監督）
- 百錬の覇王と聖約の戦乙女（ロプト / フヴェズルング）
- おこしやす、ちとせちゃん（男性キャラ全般）
- ラディアン（2018年 - 2020年、ドラグノフ） - 2シリーズ 
- 逆転裁判 〜その「真実」、異議あり!〜（ゲイル・ゲーリック）

2019年
- 不機嫌なモノノケ庵 續（行政）
- 明治東亰恋伽（岡倉天心）
- ポプテピピック TVスペシャル 白虎ver.（ピピ美〈第14話Bパート〉）
- 真夜中のオカルト公務員（仙田礼二）
- 群青のマグメル（オーウェンス）
- どろろ（鯖目）
- KING OF PRISM -Shiny Seven Stars-（真田泰山）
- 文豪ストレイドッグス（鏡花父）
- 妖怪ウォッチ!（輪廻）
- 彼方のアストラ（グレース）
- 魔入りました!入間くん（2019年 - 2021年、アザゼル・アンリ） - 2シリーズ

2020年
- プランダラ（ニコラ、軍人）
- 宝石商リチャード氏の謎鑑定（はじめの父）
- pet（ロン）
- おしりたんてい（2020年 - 2023年、ケロキザ、キシュウ先生〈代役〉）
- アラド:逆転の輪（迅剣ヤンオル、ネレウス）
- くまクマ熊ベアー（2020年 - 2023年、クリフ・フォシュローゼ） - 2シリーズ
- 無能なナナ（橘ジン）
- とーとつにエジプト神（2020年 - 2023年、アペプ ） - 2シリーズ

2021年
- EX-ARM エクスアーム（夏目柊一、オークショニア）
- ひぐらしのなく頃に業（雲雀13）
- 天地創造デザイン部（男）
- さよなら私のクラマー（鮫島幸造）
- 精霊幻想記（2021年 - 2024年、レイス＝ヴォルフ） - 2シリーズ
- ヴァニタスの手記（2021年 - 2022年、ヨハン） - 2シリーズ
- 出会って5秒でバトル（黒岩雅也）
- SHAMAN KING（2021年 - 2022年、アナテル・ポッキ、アナホル・ポッキ）
- Sonny Boy（戦争）
- ドラゴンクエスト ダイの大冒険 (2020)（フェンブレン）
- 海賊王女（桂）
- 最果てのパラディン（2021年 - 2023年、トニオ〈アントニオ〉） - 2シリーズ

2022年
- 王様ランキング（2022年 - 2023年、オウケン） - 2シリーズ
- ルパン三世 PART6（グレイソン）
- 怪人開発部の黒井津さん（三修満）
- 乙女ゲー世界はモブに厳しい世界です（クリス・フィア・アークライト）
- 真・一騎当千（徐晃公明）
- であいもん（梅花祖父）
- 農民関連のスキルばっか上げてたら何故か強くなった。（ロキ）
- BLEACH 千年血戦篇（市丸ギン）

2023年
- テクノロイド オーバーマインド（斑目キリヤ）
- 最強陰陽師の異世界転生記（カーティス）
- ポケットモンスター めざせポケモンマスター（ハンター）
- カワイスギクライシス（ナパト・ネヘモ）
- 悲劇の元凶となる最強外道ラスボス女王は民の為に尽くします。（ジルベール・バトラー）
- おかしな転生（ルトルート辺境伯）
- アンデッドアンラック（2023年 - 2024年、ニコ）
- 暴食のベルセルク（バルド）
- カミエラビ（2023年 - 2024年、セマテイ） - 2シリーズ
- 冒険者になりたいと都に出て行った娘がSランクになってた（フランソワ）

2024年
- ひみつのアイプリ（2024年 - 2025年、更科しょうま） - 2シリーズ
- 疑似ハーレム（岩田嗣人〈つーちゃん〉）
- 杖と剣のウィストリア（エドワルド・セルフェンス）
- NieR:Automata Ver1.1a（ポッド567）
- 転生貴族、鑑定スキルで成り上がる（シャクマ・ドリーズ）
- 来世は他人がいい（鳥葦翔真）
- 甘神さんちの縁結び（2024年 - 2025年、北白川巳右衛門）

2025年
- 花は咲く、修羅の如く（吉祥寺博美）
- Dr.STONE SCIENCE FUTURE（スタンリー・スナイダー） - 2シリーズ
- 戦隊大失格（フワリポン）
- 俺は星間国家の悪徳領主!（ドクター）
- 鬼人幻燈抄（秋津染吾郎）
- サイレント・ウィッチ 沈黙の魔女の隠しごと（ヴィクター・ソーンリー）
- TO BE HERO X（ボルテックス）
- 白豚貴族ですが前世の記憶が生えたのでひよこな弟育てます（ヴィクトル・ショスタコーヴィッチ）
- 3年Z組銀八先生（東城歩）

### 劇場アニメ
2002年
- ゼビウス（オペレーターB）
- 千年女優

2003年
- クレヨンしんちゃん 嵐を呼ぶ 栄光のヤキニクロード（テレビアナウンサー）
- 名探偵コナン 迷宮の十字路（水尾春太郎）

2005年
- 名探偵コナン 水平線上の陰謀（汐見勝彦）

2006年
- 名探偵コナン 探偵たちの鎮魂歌（CRY部員）

2008年
- 空の境界 第五章（コルネリウス・アルバ）

2009年
- 東のエデン 劇場版I The King of Eden（辻仁太郎）

2010年
- 劇場版 機動戦士ガンダム00 -A wakening of the Trailblazer-（技術士官）
- 劇場版 銀魂 新訳紅桜篇（東城歩）
- 東のエデン 劇場版II Paradise Lost（辻仁太郎）

2011年
- 劇場版 テニスの王子様 英国式庭球城決戦!（渡邊オサム）

2012年
- 青の祓魔師 ―劇場版―（志摩廉造、志摩柔造、志摩金造）
- グスコーブドリの伝記（観測員）
- 劇場版 TIGER & BUNNY -The Beginning-（ルナティック / ユーリ・ペトロフ）
- 劇場版 FAIRY TAIL 鳳凰の巫女（チェイス）

2013年
- 劇場版 銀魂 完結篇 万事屋よ永遠なれ（東城歩）
- 劇場版 薄桜鬼 第一章 京都乱舞（原田左之助）
- はなかっぱ 花さけ!パッカ〜ん♪ 蝶の国の大冒険（親衛隊）

2014年
- 宇宙戦艦ヤマト2199 星巡る方舟（遠山清）
- 劇場版 TIGER & BUNNY -The Rising-（ルナティック / ユーリ・ペトロフ）
- 劇場版 薄桜鬼 第二章 士魂蒼穹（原田左之助）
- クレヨンしんちゃん ガチンコ!逆襲のロボとーちゃん（黒岩仁太郎）

2015年
- 劇場版 弱虫ペダル（御堂筋翔）

2017年
- 劇場版 黒執事 Book of the Atlantic（劉）
- KING OF PRISMシリーズ（2017年 - 2025年、真田常務 / 真田泰山） - 3作品
- 映画 妖怪ウォッチ シャドウサイド 鬼王の復活（酒呑童子）

2018年
-  曇天に笑う <外伝> 〜宿命、双頭の風魔〜（壱雨）
- 映画 妖怪ウォッチ FOREVER FRIENDS（酒呑童子）

2021年
- 映画 さよなら私のクラマー ファーストタッチ（鮫島幸造）

2022年
- 機動戦士ガンダム ククルス・ドアンの島（ユン・サンホ）

2023年
- プリンセス・プリンシパル Crown Handler 第3章（隊長）
- SAND LAND（スイマーズ・パイク）

2024年
- 名探偵コナン 100万ドルの五稜星（沖田総司）

### OVA
1995年
- 腐った教師の方程式（子分）
- それいけ!アンパンマン おたんじょうびシリーズ 11月生まれ（イノシシ）

1997年
- B'T X NEO（科学者A）

1998年
- 支配者の黄昏 TWILIGHT OF THE DARK MASTER

1999年
- てなもんやボイジャーズ（地回りA）

2001年
- 頭文字D Extra Stage インパクトブルーの彼方に…（野上）

2002年
- アーケードゲーマーふぶき（ナレーション、ザッコーA、ザッコーLv.1）

2003年
- SHADOW SKILL グルダ流交殺法の秘密（デスウィンド）
- HUNTER×HUNTER GREED ISLAND（ウイング）
- ふたりのジョー（結城譲）

2004年
- HUNTER×HUNTER G・I final（バラ、モントール、ゼツク）

2005年
- BLEACH The Sealed Sword Frenzy（市丸ギン）

2007年
- テニスの王子様 OVA 全国大会篇 Semifinal（渡邊オサム）

2008年
- 仮面ライダー電王 コレクションDVD「イマジンあにめ」（ウラタロス）
- 仮面ライダー電王 コレクションDVD「イマジンあにめ2」（ウラタロス）
- 機動戦士ガンダム MSイグルー2 重力戦線（クライド・ベタニー技術士官）

2009年
- DOGS/BULLETS&CARNAGE（イアン）
- テニスの王子様 OVA ANOTHER STORY〜過去と未来のメッセージ（渡邊オサム）

2010年
- 仮面ライダー電王 コレクションDVD「イマジンあにめ3」（ウラタロス）
- 絶対可憐チルドレン 〜愛多憎生! 奪われた未来?〜（兵部京介）

2011年
- テニスの王子様 OVA ANOTHER STORY II 〜アノトキノボクラ（渡邊オサム）
- 聖闘士星矢 THE LOST CANVAS 冥王神話（カルディア）
- 薄桜鬼 雪華録（原田左之助）

2013年
- 最遊記外伝 特別篇 香花の章（如聴）

2014年
- 進撃の巨人 悔いなき選択（ファーラン・チャーチ）※単行本第15巻DVD付き限定版

2015年
- 黒執事 Book of Murder（ラウ〈劉〉）
- 十三支演義 〜偃月三国伝〜 外伝 幽州幻夜（張遼）
- 鬼灯の冷徹 OADシリーズ（2015年 - 2020年、白澤）

2020年
- ACCA13区監察課 Regards（リーリウム）

### Webアニメ
2010年代
- Starry☆Sky（2010年、水嶋郁）
- ホイッスル!（ボイスリメイク版）（2016年、雨宮東吾）
- ケンガンアシュラ（2019年 - 2023年、金田末吉） - 3シリーズ

2020年代
- とーとつにエジプト神（2020年 - 2021年、アペプ）
- 天空侵犯（2021年、青原和真）
- TIGER & BUNNY 2（2022年、ユーリ・ペトロフ）
- Fate/Grand Order 藤丸立香はわからない（2023年 - 2024年、坂田金時、カルナ） - 2シリーズ + 特別編
- BASTARD!! -暗黒の破壊神-（2023年、ジオン・ゾル・ヴァンデンバーグ）
- SAND LAND: THE SERIES（2024年、スイマーズ・パイク）

### ゲーム
1997年
- ウルティマ アンダーワールド（ティバル）

2001年
- ソニックアドベンチャー2（シャドウ・ザ・ヘッジホッグ）
- ソニックアドベンチャー2 バトル（シャドウ・ザ・ヘッジホッグ）

2002年
- 神無ノ鳥（ハッカン）
- ファーストKiss☆物語II 〜あなたがいるから〜（本郷路魁斗）

2003年
- 漢のためのバイブル THE友情アドベンチャー-炎多留・魂-（袴田暁）
- ソニックバトル（シャドウ・ザ・ヘッジホッグ）
- ソニックヒーローズ（シャドウ・ザ・ヘッジホッグ）

2004年
- セガ スーパースターズ（シャドウ・ザ・ヘッジホッグ）

2005年
- シャドウ・ザ・ヘッジホッグ（シャドウ・ザ・ヘッジホッグ）
- ふしぎの海のナディア（ネオ皇帝）
- BLEACH ヒート・ザ・ソウル（市丸ギン）
- BLEACH ヒート・ザ・ソウル2（市丸ギン）
- BLEACH 選ばれし魂（市丸ギン）
- BLEACH 紅に染まる尸魂界（市丸ギン）
- BLEACH 黄昏にまみえる死神（市丸ギン）
- マージナルプリンス〜月桂樹の王子達〜（エンジュ）
- ROGUE GALAXY（ゲイル・ドーバン、ドルゲンゴア〈青年時代〉）

2006年
- ソニック・ザ・ヘッジホッグ（シャドウ・ザ・ヘッジホッグ）
- ソニックライダーズ（シャドウ・ザ・ヘッジホッグ）
- 花帰葬（文官）
- BLEACH ヒート・ザ・ソウル3（市丸ギン）
- BLEACH 放たれし野望（市丸ギン）
- BLEACH ブレイド・バトラーズ（市丸ギン）
- BLEACH 蒼天に駆ける運命（市丸ギン）
- BLEACH 白刃きらめく輪舞曲（市丸ギン）
- マーメイドプリズム（速水紅蓮 / グリーエン・ロッド）
- 遊☆戯☆王デュエルモンスターズGX タッグフォース（天上院吹雪）

2007年
- アルトネリコ2 世界に響く少女たちの創造詩（クロア・バーテル）
- スーパーロボット大戦OG ORIGINAL GENERATIONS（クエルボ・セロ）
- ソニックと秘密のリング（シャドウ・ザ・ヘッジホッグ） - Wii
- とらぶるふぉうちゅんCOMPANY☆はぴCURE（梶原忍）
- BLEACH ヒート・ザ・ソウル4（市丸ギン）
- BLEACH ブレイド・バトラーズ 2nd（市丸ギン）
- BLEACH 黒衣ひらめく鎮魂歌（市丸ギン）
- プリンセスナイトメア（ラドウ・ドラクレア）
- マリオ&ソニック AT 北京オリンピック（シャドウ・ザ・ヘッジホッグ）
- 遊☆戯☆王デュエルモンスターズGX タッグフォース2（天上院吹雪）

2008年
- 絶対可憐チルドレンDS 第4のチルドレン（兵部京介）
- ソニックライダーズ シューティングスターストーリー（シャドウ・ザ・ヘッジホッグ、アナウンサー）
- 大乱闘スマッシュブラザーズX（シャドウ・ザ・ヘッジホッグ）
- テイルズ オブ ハーツ（クロアセラフ）
- DUEL LOVE 恋する乙女は勝利の女神（長尾信一郎）
- 薄桜鬼 〜新選組奇譚〜（原田左之助）
- 花宵ロマネスク 愛と哀しみ－それは君のためのアリア（宝生葵）
- BLEACH ヒート・ザ・ソウル5（市丸ギン）
- BLEACH ソウル・カーニバル（市丸ギン）
- BLEACH The 3rd Phantom（市丸ギン）
- BLEACH バーサス・クルセイド（市丸ギン）
- 魔人探偵脳噛ネウロ ネウロと弥子の美食三昧 推理つき グルメ&ミステリー（笹塚衛士）
- 魔人探偵脳噛ネウロ バトルだよ!犯人集合!!（笹塚衛士）
- 遊☆戯☆王デュエルモンスターズGX タッグフォース3（天上院吹雪）

2009年
- Under the Moon 〜クレセント〜（セイジュ）
- おおかみかくし（賢木儁一郎）
- 仮面ライダー クライマックスヒーローズ（仮面ライダー電王 ロッドフォーム）
- 仮面ライダー クライマックスヒーローズW（仮面ライダー電王 ロッドフォーム）
- Starry☆Sky 〜in Autumn〜（水嶋郁）
- Starry☆Sky（2009年 - 2011年、水嶋郁） - 2作品
- ソニックと暗黒の騎士（ランスロット、シャドウ・ザ・ヘッジホッグ） - Wii
- 誰にでも裏がある 〜True or Lie?〜（石川類）
- Dear Girl〜Stories〜 響 響特訓大作戦!（テライケメン司令官）
- 薄桜鬼 ポータブル（原田左之助）
- 薄桜鬼 随想録（原田左之助）
- BLEACH ヒート・ザ・ソウル6（市丸ギン）
- マリオ&ソニック AT バンクーバーオリンピック（シャドウ・ザ・ヘッジホッグ） - DS・Wii
- Lucian Bee's RESURRECTION SUPERNOVA（グィード・アシャンテ）

2010年
- うたの☆プリンスさまっ♪（日向龍也）
- うみねこのなく頃に 〜魔女と推理の輪舞曲〜（天草十三）
- 黄金夢想曲（うみねこさん2）
- 仮面ライダー クライマックスヒーローズ オーズ（仮面ライダー電王 ロッドフォーム）
- 仮面ライダーバトル ガンバライド（ウラタロス / 仮面ライダー電王 ロッドフォーム）
- ソニック&セガ オールスターズ レーシング（シャドウ・ザ・ヘッジホッグ）
- 男子寮ヒミツのアイドル（小野寺恭平）
- 天下一★戦国LOVERS DS（明智光秀）
- ニーア・レプリカント（主人公〈青年期〉）
- NO MORE HEROES 英雄たちの楽園（ハーヴェイ・モイセイェヴェチ・ヴォロダールスキー）
- 薄桜鬼 DS（原田左之助）
- 薄桜鬼 GREE （原田左之助）
- 薄桜鬼 随想録 ポータブル（原田左之助）
- 薄桜鬼 遊戯録（原田左之助）
- 薄桜鬼 巡想録（原田左之助）
- 薄桜鬼 黎明録（原田左之助）
- Happy☆Magic! 〜ハピ☆マジ!〜（七瀬紫陽）
- fortissimo//Akkord:Bsusvier（霧崎剣吾）
- BLEACH ヒート・ザ・ソウル7（市丸ギン）
- Halo:Reach（ジュン / ノーブルスリー）
- 魔法使いとご主人様 New Ground〜Wizard and the master〜（サイラス＝フォン）
- Lucian Bee's JUSTICE YELLOW（グィード・アシャンテ）

2011年
- アルカナ・ファミリア -La storia della Arcana Famiglia-（ジョーリィ）
- うたの☆プリンスさまっ♪ -Sweet Serenade-（日向龍也）
- うたの☆プリンスさまっ♪ Repeat（日向龍也）
- うみねこのなく頃に散 〜真実と幻想の夜想曲〜（天草十三）
- オール仮面ライダー ライダージェネレーション（仮面ライダー電王 ロッドフォーム）
- お菓子な島のピーターパン 〜Sweet Never Land〜（ジョン＝ダーリング）
- 籠の中のアリシス（ダレン）
- 仮面ライダー クライマックスヒーローズ フォーゼ（仮面ライダー電王 ロッドフォーム）
- グレイスドア-GRACE DOOR-（鈴尾香野）
- スカーレッドライダーゼクス -STARDUST LOVERS-（甘粕ソーイチロウ）
- Starry☆Sky 〜After Autumn〜（水嶋郁）
- 誰にでも裏がある -Happy Gift-（石川類）
- つくものがたり（白沢行輝）
- TOKYOヤマノテBOYS HONEY MILK（九条拓海）
- TOKYOヤマノテBOYS SUPER MINT（九条拓海）
- TOKYOヤマノテBOYS DARK CHERRY（九条拓海）
- ノーブルリージュ!（ラング）
- 薄桜鬼 3D（原田左之助）
- 薄桜鬼 随想録 DS（原田左之助）
- 薄桜鬼 遊戯録 DS（原田左之助）
- 薄桜鬼 黎明録 ポータブル（原田左之助）
- fortissimo EXA//Akkord:Bsusvier（霧崎剣悟、真田卿介）
- 遊☆戯☆王ゼアル デュエルターミナル（天上院吹雪）
- ソニック ジェネレーションズ 白の時空（シャドウ・ザ・ヘッジホッグ）

2012年
- 青の祓魔師 幻刻の迷宮（ラビリンス）（志摩廉造）
- アルカナ・ファミリア -幽霊船の魔術師-（ジョーリィ）
- アルカナ・ファミリア -フェスタ・レガーロ!-（ジョーリィ）
- エルクローネのアトリエ 〜Dear for Otomate〜（クレメンス）
- 逢魔時〜怪談ロマンス〜（日比谷京極）
- 仮面ライダー 超クライマックスヒーローズ（仮面ライダー電王 ロッドフォーム）
- 機動戦士ガンダムAGE ユニバースアクセル / コズミックドライブ（オブライト・ローレイン）
- 幻想水滸伝 紡がれし百年の時（ロルフ・ラウグ）
- 恋は校則に縛られない!（権藤賢護）
- 十三支演義 〜偃月三国伝〜（張遼）
- スーパーロボット大戦OGサーガ 魔装機神 THE LORD OF ELEMENTAL（デメクサ・シーエ）
- スーパーロボット大戦OGサーガ 魔装機神II REVELATION OF EVIL GOD（デメクサ・シーエ）
- スカーレッドライダーゼクスI + FD ポータブル（甘粕ソーイチロウ）
- ソールトリガー（ノイ）
- テイルズ オブ エクシリア2（リドウ）
- TOKYOヤマノテBOYS SWEET JELLY BEANS（九条拓海）
- TOKYOヤマノテBOYS PURE RASPBERRY（九条拓海）
- 24時の鐘とシンデレラ〜Halloween Wedding〜（ライナス＝ランドール）
- 薄桜鬼 幕末無双録（原田左之助）
- 薄桜鬼 黎明録 DS（原田左之助）
- 薄桜鬼 黎明録 名残り草（原田左之助）
- 薄桜鬼 遊戯録弐 祭囃子と隊士達（原田左之助）
- 真剣で私に恋しなさい!!R（葵冬馬）
- オレ様キングダムイケメン彼氏をゲットしよ！（谷口さん）

2013年
- アルカナ・ファミリア2（ジョーリィ）
- うたの☆プリンスさまっ♪ All Star（日向龍也）
- 裏語 薄桜鬼（原田左之助）
- 仮面ライダー バトライド・ウォー（2013年 - 2016年、ウラタロス / 仮面ライダー電王） - 3作品
- サモンナイト5（ギフト）
- ジョジョの奇妙な冒険 オールスターバトル（花京院典明）
- 神撃のバハムート（レイ）
- TIGER & BUNNY 〜HERO'S DAY〜（ルナティック / ユーリ・ペトロフ）
- 黄昏時〜怪談ロマンス〜（日比谷京極）
- テイルズ オブ ハーツ R（クロアセラフ）
- TOKYOヤマノテBOYS Portable SUPER MINT（九条拓海）
- NORN9 ノルン+ノネット（加賀見一月、司書）
- 薄桜鬼 鏡花録（原田左之助）
- はつカレッ☆恋愛デビュー宣言!（九条瑞樹）
- ハロウィン+タウン Halloween town（黒木鷹夜）
- HEROES' VS（仮面ライダー電王 ロッドフォーム）
- Fate/EXTRA CCC（カルナ）
- ボーイフレンド（仮）（九条生晋）
- 魔女と百騎兵（アルレッキーノ）
- ロミオVSジュリエット（マキューシオ＝エテルナ）

2014年
- 仮面ライダー サモンライド!（ウラタロス / 仮面ライダー電王）
- 仮面ライダーバトル ガンバライジング（2014年 - 2021年、ウラタロス / 仮面ライダー電王 / 仮面ライダーディエンド）
- 十三支演義 〜偃月三国伝2〜（張遼）
- スーパーヒーロージェネレーション（ウラタロス / 仮面ライダー電王）
- ソニック&オールスターレーシング トランスフォームド（シャドウ・ザ・ヘッジホッグ）
- ソニックトゥーン（シャドウ・ザ・ヘッジホッグ）
- 大乱走ダッシュor奪取!!（旭信因）
- 大乱闘スマッシュブラザーズ for Nintendo 3DS / Wii U（シャドウ・ザ・ヘッジホッグ）
- 薄桜鬼SSL 〜sweet school life〜（原田左之助）
- NORN9 VAR COMMONS（加賀見一月）
- 薄桜鬼SSL 〜sweet school life〜（原田左之助）
- ロミオ&ジュリエット（マキューシオ＝エテルナ）

2015年
- アルカナ・ファミリア -La storia della Arcana Famiglia- Ancora（ジョーリィ）
- スーパーロボット大戦BX（オブライト・ローレイン）
- テラフォーマーズ 紅き惑星の激闘（アドルフ・ラインハルト）
- NORN9 LAST ERA（加賀見一月）
- 薄桜鬼 真改 風ノ章（原田左之助）
- 薄桜鬼 随想録 面影げ花（原田左之助）
- BAD APPLE WARS（ガスマスク先生）
- Fate/Grand Order（2015年 - 2023年、坂田金時、カルナ） - 2作品
- 魔女と百騎兵 Revival（アルレッキーノ）
- 弱虫ペダル 明日への高回転（御堂筋翔）
- ロストヒーローズ2 / BONUS EDITION（ウラタロス / 仮面ライダー電王）

2016年
- 数乱digit（壱園央助）
- ディバインゲート（ロキ）
- NORN9 ACT TUNE（加賀見一月）
- 薄桜鬼 真改 華ノ章（原田左之助）
- Fate/EXTELLA（2016年 - 2018年、カルナ） - 2作品
- 僕のヒーローアカデミア ヒーローズバトル（キュレーター）
- もし、この世界に神様がいるとするならば。（九鬼ヒカル）
- 夢王国と眠れる100人の王子様（フリッツ）

2017年
- Side Kicks!（ヒバリ）
- 空蝉の廻（紫月丸）
- ソニック フォース（シャドウ・ザ・ヘッジホッグ）
- 仮面ライダー クライマックスファイターズ（2017年 - 2018年、ウラタロス / 仮面ライダー電王） - 2作品

2018年
- ひぐらしのなく頃に奉（雲雀13）
- 大乱闘スマッシュブラザーズ SPECIAL（シャドウ・ザ・ヘッジホッグ）
- 妖怪ウォッチ ぷにぷに（酒呑童子、輪廻）

2019年
- チームソニックレーシング（シャドウ・ザ・ヘッジホッグ）
- 妖怪ウォッチ4 ぼくらは同じ空を見上げている / 4++（酒呑童子 / ハルヤ、女郎蜘蛛に捕らわれたイケメン達）
- 共闘ことばRPG コトダマン（2019年 - 2023年、シャドウ、ルナティック、ブレイン・アングラウス）

2020年
- 原神（白朮）
- 真・女神転生III NOCTURNE HD REMASTER（サカハギ、ビジネスマンの魂）

2021年
- うみねこのなく頃に咲 〜猫箱と夢想の交響曲〜（天草十三）
- ニーア・レプリカント ver.1.22474487139...（ニーア〈青年期〉）
- ファンタジア・リビルド（ホーンテッド）

2022年
- ポケモンマスターズEX（アクロマ）

2023年
- 仮面ライダーバトル ガンバレジェンズ（ウラタロス / 仮面ライダー電王 / 仮面ライダーディエンド）

2024年
- スーパーロボット大戦DD（フスナーニ）
- SAND LAND（スイマーズ・パイク）
- ソニック × シャドウ ジェネレーションズ（シャドウ・ザ・ヘッジホッグ）

2025年
- BLEACH Rebirth of Souls（市丸ギン）
- モンスターストライク（沖田総司）

### ドラマCD
- 青春鉄道（西武池袋線）
- 青ひげ〜異端の貴族〜（ジル・ド・レイ伯爵）
- モモグレ×わをん企画　異能怪談「赤異本」（外薗昌也）
- あっくんとカノジョ（片桐正一郎[196]）
- あつまれ! 学園天国（国見慧司）
- あまつきシリーズ（篠ノ女紺）
- アラバーナの海賊たち 幕開けは嵐とともに（ハジ）
- アルカナ・ファミリアシリーズ（ジョーリィ）
  - アルカナ・ファミリア ドラマCD Vol.1 ピアチェーレ! ラ・プリマベーラ
  - アルカナ・ファミリア ドラマCD Vol.3 ダンツァーレ! ラ・プリマベーラ
  - アルカナ・ファミリア capitolo.1・2
- アルトネリコ2 世界に響く少女たちの創造詩 ドラマCD Vol.4 SIDE Extra（クロア・バーテル）
- Under the Moon〜クレセント〜（セイジュ）
  - ドラマCD「つきいろカレンダー」（セイジュ）
- イケメン☆アルバム【BlueButterfly】Club ALL編
- 頭文字D EXTRA DORAMA-CD BOX 黒い稲妻・新たなる不敗伝説
- うたの☆プリンスさまっ♪シリーズ（日向龍也）
  - うたの☆プリンスさまっ♪ ドラマCD vol.1
  - うたの☆プリンスさまっ♪ キャラクタードラマCD 音也&トキヤ
  - うたの☆プリンスさまっ♪ キャラクタードラマCD 真斗&レン
  - うたの☆プリンスさまっ♪ キャラクタードラマCD 那月&翔
  - 龍也先生レッスンCD付き「うたの☆プリンスさまっ♪オフィシャルピアノスコア ver.A」
  - 龍也先生レッスンCD付き「うたの☆プリンスさまっ♪オフィシャルピアノスコア ver.S」
  - 龍也先生レッスンCD付き「うたの☆プリンスさまっ♪オフィシャルピアノスコア2 ver.A」
  - 龍也先生レッスンCD付き「うたの☆プリンスさまっ♪オフィシャルピアノスコア2 ver.S」
- 英国妖異譚 シリーズ
  - 英国妖異譚1（エーリック・グレイ）
  - 英国妖異譚2 嘆きの肖像画（エーリック・グレイ、ナレーション）
  - 英国妖異譚4 終わりなきドルイドの誓約（エーリック・グレイ）
- Eternal Guardian 〜聖戦士伝説〜 序章
- 王子様（笑）シリーズ ドラマCD 〜王子様と二羽の姫君〜（「白鳥の湖」の王子様）
- 俺たちのステップ（霧島翔）
- カーニヴァル シリーズ（朔）
  - カーニヴァル 飛べない翼/人魚の瓶
  - カーニヴァル リノル
  - カーニヴァル ヴィント
  - カーニヴァル 煙の館
- 影の館 光の書・影の書
- 神様はじめました ドラマCD「神様、鞍馬山へいく」前後編（翠郎）※花とゆめ2013年19号付録[197]・2014年4号[198]
- カミヨミ（瑠璃男）
- キスよりも早く（尾白一馬）
- ぎぶそん（マロニー）
- 宮廷神官物語 〜選ばれし瞳の少年〜（藍晶王子）
- キヨショーサテライトゴールド（手島朋尚）
- GRACE DOOR シリーズ（鈴尾香野）
  - GRACE DOOR 1・2
  - GRACE DOOR ミニドラマCD ※「クロフネZERO 2008年 Summer」付録CD
  - GRACE DOOR 執事たちの限界な一日
  - GRACE DOOR 乙女ロードと5人目の執事 ※小説版付属CD
- 黒執事シリーズ（劉）
  - 黒執事
  - 黒執事 華麗なるドラマCD
- 血液型男子。キャラクタードラマCD A型、B型、O型、AB型（理事長）
  - 血液型男子。キャラクタードラマCD セカンドシーズン A型、B型、O型、AB型（理事長）
- GetBackers-奪還屋-シリーズ（湖柳水爬）
  - GetBackers-奪還屋- 永遠の絆を奪り還せ!編2〜Bug's Karma〜
  - GetBackers-奪還屋- 永遠の絆を奪り還せ!編3〜the origin〜
- 戀々 シリーズ（長月）
  - 戀々 三ノ巻
  - 戀々 第二幕 現鑑〜いまかがみ〜 五ノ巻[199]
- 幸福喫茶3丁目 1・2（安倍川柏）
- ザ・マスターズファイター
- されど罪人は竜と踊る Dances with the Dragons 完全版2 （アムプーラ）
- 執事様のお気に入り 3（向坂遥巳）
- シャーロック・ホームズ（アルセーヌ・ルパン）
- JIHAI〜磁海〜 シリーズ（シラクサ）
  - JIHAI〜磁海〜
  - JIHAI〜磁海〜 Second Code
  - JIHAI〜磁海〜 Third World
  - JIHAI〜磁海〜 Another Pain
- JADE（アルフォンス）
- 十三支演義 〜偃月三国伝〜 シリーズ（張遼）
  - 十三支演義 〜偃月三国伝〜 ドラマCD 演義余聞
  - 十三支演義 〜偃月三国伝〜 ドラマCD 恋歌繚乱[200]
  - 十三支演義 〜偃月三国伝〜 ドラマCD 未知の旅路[201]
  - 十三支演義 〜偃月三国伝〜 ドラマCD 洛陽猫攻防戦[202]
- 獣神空想御伽草子 第三巻（龍）
- 純血+彼氏（五十鹿・ベルンシュタイン）※コミックス第4巻ドラマCD付き特装版
- 私立クレアール学園 生徒会事件簿〜忘却の会長〜（葛西蒼）
- 白アリッッ（サンガツ）
- 新機動戦記ガンダムW BLIND TARGET-2
- Starry☆Sky シリーズ（水嶋郁）
  - 星座彼氏シリーズ「starry☆sky 〜Gemini〜（双子座）」
  - プラネタリウムCD&ゲーム「starry☆sky 〜in Autumn〜」
- ストリートファイターZERO シリーズ
  - ストリートファイターZERO2外伝 さくら・もっとも危ない女子高生（男子生徒2、男子生徒3、組織の男2）
  - ストリートファイターZERO2 外伝II さくら・もっとも危ない文化祭（不良2、三年生3、男3）
- 戦國ストレイズ（藤吉郎）
- すぱすぱ（右近）
- 星界の紋章 CD-BOX
- 星方天使エンジェルリンクス DRAMA TRACKS
- 聖闘士星矢EPISODE.G（ガラン）
- 葬儀屋リドル（リドル）
- ZONE-00 劇-III（三輪山）
- そんなんじゃねえよ（真宮烈）
- 超者ライディーンシリーズ（鳥飼銀牙、ライディーンアウル）
- 超♡モテ期 〜わたし、どうしたらいい?〜 ホスト編
- テイルズ オブ エクシリア2 双極のクロスロード（リドウ・ゼク・ルギエヴィート）
- テイルズオブハーツ ドラマCD Vol.3（クロアセラフ）
- 天使祝詞（所長）
- 時の彼方へ
- 特殊戦闘員育成機関 ヒーローアカデミーJ（蓮沼心）
- DOGS/BULLETS&CARNAGE（イアン）
- DearGirl〜Stories〜響（テライケメン司令官・諏訪勝）
  - Dear Girl〜Stories〜 響 ドラマCD 暗黒響編（テライケメン司令官・諏訪勝）
  - Dear Girl〜Stories〜 響 ドラマCD THE Final（テライケメン司令官・諏訪勝[203]）
  - Dear Girl〜Stories〜 緋月（テライケメン司教）
- DUEL LOVE 恋する乙女は勝利の女神 オリジナルドラマCD 恋する王子は勝利のヘブン（長尾信一郎）
- TOKYOヤマノテBOYS RED HOT ICE CREAM（九条拓海）
  - TOKYOヤマノテBOYS 〜Secret.2〜 ナイショの束縛王子（ジェラシープリンス）（九条拓海）
- DRUG-ON（リーン）
- とらぶるふぉうちゅんCOMPANY☆はぴCURE（梶原忍）
- トリコン!!! triple complex（エース）
- トリニティセブン 7人の魔書使い（学園長[204]）
- 七色仮面（高城真一）
- 奈落の城 一柳和、2度目の受難 ドラマCD 一柳和、混迷の序章（日織）
- 成恵の世界 その3 親愛なる人々
- NORN9 ノルン+ノネット シリーズ（加賀見一月）
  - NORN9 ノルン+ノネット ドラマCD 〜暗闇の三つ巴劇〜[205]
  - NORN9 ノルン+ノネット Trio DramaCD Vol.2[206]
- はーとふる彼氏シリーズ（坂咲優夜）
  - はーとふる彼氏 ドラマCD プロローグ
  - はーとふる彼氏 ドラマCD 第一羽
- varnish〜キレイのサプリ〜シリーズ（宮城潤一）
- 薄桜鬼シリーズ（原田左之助）
  - 薄桜鬼 ドラマCD 〜新選組捕物控〜 前編・後編
  - 薄桜鬼 ドラマCD 〜若殿道中記〜
  - 薄桜鬼 ドラマCD 〜千鶴誘拐事件帳〜
  - 薄桜鬼 ドラマCD 〜島原騒動記〜
  - 薄桜鬼 ドラマCD 〜寒桜絵巻〜
  - 薄桜鬼 ドラマCD 〜会津隠密帳〜[207]
  - 薄桜鬼 ドラマCD 〜近藤さんの悩みの種〜[208]
  - 薄桜鬼 黎明録 ドラマCD 〜龍之介淡恋秘話〜
  - アニメ「薄桜鬼」ドラマCD 〜星夜の想い〜
  - アニメ「薄桜鬼」ドラマCD 〜改名秘帖録〜
- 伯爵家御用達（鹿見繁盛）
- 破天荒遊戯 てのひらのたいよう（ジェンフープ）
- 花帰葬 -Typing of the Chicken-（文官）
- 花宵ロマネスクシリーズ（宝生葵）
- PAPUWA ようこそパプワ島へ（アラシヤマ）
- ハロウィン+タウン（黒木鷹夜）
- 半分の月がのぼる空 looking up at the half-moon（秋庭玲二、正岡）
- BL探偵（玉田鉄二）
- 美女と野獣〜星の首飾り〜（ベルの父親）
- 美女が野獣 DOKI DOKI CD PACK
- 姫さま凛々しく!
- ファーストKiss☆物語II 〜エピソード第0章 出会い
- 4ピース
- フラワーショップへようこそ 〜月下美人の囁き〜（御園生檀）
- プリトレ〜王子様の育て方〜（ジョイ王子）※ドラマCD付きコミックス[209]
- FULL SCOREシリーズ（馬場陽平）
  - FULL SCORE 01 -side Rock-
  - FULL SCORE 04 -Mixture-
  - FULL SCORE the 2nd season 01 - 03
- ベルサイユのばら（フェルゼン）
  - ベルサイユのばらFIN（フェルゼン）
  - ベルサイユのばら外伝〜黒衣の伯爵夫人〜（フェルゼン）
- ペルソナ3シリーズ（高寺一郎）
  - ペルソナ3 ドラマCD New Moon
  - ペルソナ3 ドラマCD Full Moon
- 方言恋愛２ 京都府・山口県［第３話「京都府」］（椹木蓮人）
- 僕のショパンシリーズ（フェリックス・メンデルスゾーン）
  - 僕のショパン 名曲集&ドラマCD #1 ショパン
  - 僕のショパン 名曲集&ドラマCD #2 リスト
  - 僕のショパン 名曲集&ドラマCD #3 シューマン
  - 僕のショパン 名曲集&ドラマCD #4 メンデルスゾーン
- MIND ASSASSIN 2（ケネス久我山）
- マジナ! voice-MIX シリーズ（壽千真）
  - マジナ! voice-MIX 〜コーライト〜
  - マジナ! voice-MIX 〜ソーダライト〜
  - マジナ! voice-MIX 〜フローライト〜
- 魔人探偵脳噛ネウロ 1・2（笹塚衛士）
- 名作文学（笑）ドラマCD「注文の多い第六天魔王」（信長）
- 麺クイ! -擬人化ら〜めん 恋の争・奪・戦-（シオ）
- 百千さん家のあやかし王子（紫[210]）
- 勇者指令ダグオンII 〜スペシャル・ドラマ1 選挙で突撃!トライダグオン
- 妖怪アパートの幽雅な日常（佐藤さん・コクマ）※コミックス第3,4,5,6,7,11巻ドラマCD付き特装版
- 46番目の密室（石町慶太）
- ラブ★トリップ 〜これってハネムーン?〜 京都編（お坊さん）
- 龍の花わずらい（クワン）
- 瑠璃の風に花は流れるシリーズ（雷音）
  - 瑠璃の風に花は流れる 第1巻 黒の王太子
  - 瑠璃の風に花は流れる 第2巻 紫都の貴公子
- レティーシュ・ナイツ 〜緑柱石（エメラルド）の誓約〜（ダグラス・チェインバース）※初回限定特装版付属CD
- レンタル執事シリーズ（華神忍）
  - レンタル執事 Drama CD Vol.1
  - レンタル執事 キャラクターCD
- Happy☆Magic! ラブ×2デートCD 七瀬紫陽（七瀬紫陽）

### BLCD
- アーサーズ・ガーディアン 赤盤（高嶺・レイモンド・加治川）
- 愛想尽かし（高津戸真）
- 愛だろ、愛!! -山田ユギバンブーセレクションCD-「誰がおまえを好きだと言った」（宗次郎）
- I.D.（八十島史郎）
- 愛と欲望は学園で シリーズ（ナレーション、トッペ君、李隆基）
  - 愛と欲望は学園で 1 - 4
  - 愛と欲望は学園で ギイ&葉流編 ※全員サービスCD
- 愛は薔薇色のキス（光）
- 愛できつく縛りたい 〜恋より激しく〜（藤本数馬）
- 悪人を泣かせる方法（小山鷹尾）
- 危ない薔薇と百合の園（華月院みちる）
- ヴァージン・スター（早乙女征貴）
- WEST END（男C）
- イヤもキライも恋のうち（浅見弘哉）
- 院内感染（沢村伊織）
- エゴイストの純愛（松八重大介）
- YEBISUセレブリティーズ5（加賀美淳弥）
  - YEBISUセレブリティーズEncore（加賀美淳弥）
- ENDLESSシリーズ 3 ENDLESS LOVE  (神崎)
- お手討ち覚悟!（美神景）
- 駆け引きはベッドの上で（上杉）
- 影の館1 -光の書-（ラファエル）
  - 影の館2 -影の書-（ラファエル）
- 花鳥風月 1・2・3・4  (一見雅貴)
- 片翅蝶々（朝倉智明）
- 仮面の花嫁〜弄花伝〜（朱奎）
- 可愛い下僕の育て方（鷹野克幸）
- 危険な保健医カウンセラー（橘芳明）
- 騎士と恋人（グリファス）
- きみがいなけりゃシリーズ（鼎七男）
  - きみがいなけりゃ息もできない
  - きみがいなけりゃ陽も昇らない
- きみが恋に堕ちるシリーズ（主藤礼一郎）
  - きみが恋に堕ちる4 きみが恋に溺れる3
  - きみが恋に堕ちる3 きみが恋に溺れる2
  - きみが恋に堕ちる2 きみが恋に溺れる
  - きみが恋に溺れる valentineバージョン ※全員サービス ミニドラマCD
- 窮鼠はチーズの夢を見る（今ヶ瀬渉）
  - 俎上の鯉は二度跳ねる 前編・後編（今ヶ瀬渉）
- 嫌いにならないでね シリーズ（柏木瞳一郎）
  - 嫌いにならないでね2 悪魔の論理学1
  - 嫌いにならないでね3 悪魔の論理学2
- くされ縁の法則シリーズ（蓮城翼）
  - トライアングル・ラブ・バトル〜くされ縁の法則1〜
  - 熱情のバランス〜くされ縁の法則2〜
  - 独占欲のスタンス〜くされ縁の法則3〜
  - 激震のタービュランス〜くされ縁の法則4〜
  - 情動のメタモルフォーゼ〜くされ縁の法則5〜
  - 蒼眸のインパルス〜くされ縁の法則6〜
- くちびるに銀の弾丸（水嶋弘貴）
- クリムゾン・スペル3（リムリス）
- 月下美人-月夜に輝く一輪の花-（鳳修羅）
  - 月下美人2-月夜に舞い降りた天使-
- 恋する運命なのだから（高瀬隆一）
- 恋の心に黒い羽（結）
- 恋まで百輪（小山鷹尾）
- 豪華客船で恋は始まるシリーズ 7・10  (アルベール・コクトー)
- ご主人様と犬 1・2（平）
- ご主人様はヤバい奴 1・2（横溝）
- この愛にひざまずけ（諏訪冬紀）
  - この愛に溺れろ（諏訪冬紀）
- コルセーアシリーズ（ジル）
  - コルセーアV 〜記憶の鼓動〜
  - コルセーアVII 〜月を抱く海2〜
  - コルセーアVIII 〜月を抱く海3〜
  - コルセーアIX 〜月を抱く海4〜
- 最果ての君へ（西賀優司）
- サウダージ（志塚幸成）
- 下がってお待ち下さい（堂島）
- SASRA4 大正編（安藤竜）
- 砂楼の花嫁（秋成）
- ジェラールとジャック（ジャック）
- 失恋マニア（劉）
- 灼熱の太陽と砂塵の嵐（明哉）
- 純情（宮田）
- ジョーカーの甘い嘘（笠置遼平）
- 真空融接（キィル）
- 新宿退屈男〜欲望の法則〜（早乙女文人）
- スーパー秘書に休息はない（神谷隆一）
- 素直になれ!（扇橋朋也）
- すべてはこの夜に  (鈴原亮一)
- スメルズライクグリーンスピリット（柳田[211]）
- 生徒会長に忠告2 - 4（川和）
- 絶対服従（阿宗真琴）
  - 絶対束縛（阿宗真琴）
- 清澗寺家シリーズ（伏見義康）
  - この罪深き夜に
  - 夜ごと蜜は滴りて
  - せつなさは夜の媚薬
  - 罪の褥も濡れる夜
  - 夜ごと蜜は滴りて2
  - 終わりなき夜の果て
  - 罪の褥も濡れる夜2
  - 秋のリンクスロマンスフェア2006 ささやかな駆け引き
- SEX PISTOLSシリーズ 1 - 4（解説）
- 専属で愛して（相田友希）
- 17才の密かな欲情（正岡先生）
- 束縛・懲罰委員会（中小路勝智）
- その唇に夜の露（和田琢紀）
- 空に響くは竜の歌声（守屋龍聖）
- たかが恋だろ（高津戸真）
- だまし討ちだぜ、DR（芝貴史）
- 月に狼（周防/攻め）
- ちんつぶ CHINKO NO TSUBUYAKI 1 - 3（岩淵）
- 爪先にキス（八曽部炎）
- 罪シリーズ（富岡雅巳）
- DEADHEAT（ロブ）
  - SIMPLEX DEADLOCK外伝（ロブ）
- 手中に落としていいですか 1・2  (巳鹿島)
- 天使の啼く夜（田宮知則）
- どうにもなんない相思相愛（香坂恵太）
- 同人シリーズ（渡辺茜）
  - 同人に恋して
  - 同人に夢みて
  - 同人で感じて
- ドキドキレンアイ（蒲生圭吾）
- 閉じこめたいの（真崎裕也）
- トラさんと狼さん（トラさん）
- トラさんと狼さん2（トラさん）
- ドロシーの指輪（嶋津麗泉）
- 殴る白衣の天使（正宗春次）
- 二重螺旋シリーズ  (桜坂一志)
  - 愛情鎖縛
  - 相思喪曖
  - 深想心理
- ねかせないで（花崎）
- 寝技には秘密がある（中津川冬吾）
- 難攻不落な君主サマ（橘斗貴）
- No.1ボイスをめざせ!（黒岩賢）
- ねかせないで（花崎）
- ハート・ストリングス（篠原裄也）
- パールシリーズ（多岐川十夜）
  - いじわるなパール
  - きまぐれなパール
- 華は貴族に手折られる（速水桐悟）
- 花降楼シリーズ
  - 愛で痴れる夜の純情（玉芙蓉）
  - 媚笑の閨に侍る夜 （玉芙蓉）
- 花ムコさん（艸田公一郎）
- 花嫁は夜に散る（英貴樹）
- 蜜的男子（ハニーボーイズ）スパイラル（逢薗暁夜）
- 薔薇の瞳は爆弾（蓮水景）
- 春を抱いていたシリーズ
  - 春を抱いていた7・9・10（小野塚悠）
  - PREMIERE 春を抱いていたSPECIAL（公村雅也）
- 秘書の嗜み（及川陽大）
- ひそやかな情熱（山岡）
  - ひそやかな情熱4 情熱の結晶（山岡）
- ビッグガンを持つ男 〜朝な夕なに乱されて〜（風祭義）
  - ビッグガンを持つ男 〜薔薇の鎖で縛めて〜
- ひと目会ったら恋に花（九鬼）
- 美男の殿堂（殿下叶）
  - 美男の殿堂 第2パレス
  - 美男の殿堂 第3パレス
- 秘密がある♥ シリーズ（中津川冬吾）
  - 片想いには秘密がある♥
  - 寝技には秘密がある♥
- ひみつのセフレちゃん（コースケさん）
- 姫君の輿入れ（五条帝）
- ビューティー&ゴースト（佐藤清司）
- 不器用なサイレント 1・2（相良裕司）
- 無器用なのは愛のせい（各務利明）
- プライド（三田龍樹、三田柾樹）
- BROTHER（柊）
- P.B.B.2・3（菱谷忍）
  - Punch↑ 1 - 4（菱谷忍）
- FLESH&BLOOD 第9巻、第11巻、第12巻（レイバ）
- ブロードキャストを突っ走れ!（北岡観月）
- 便利屋さん 1・2（館石雅章）
- 法医学者と刑事の相性（冬城温史）
  - 法医学者と刑事の本音 法医学者と刑事の相性2（冬城温史）
- 僕はすべてを知っている 1・2・3（犀川千博）
- ポルノスーパースター（朝岡龍一[212]）
- ポワソンダヴリル〜magie〜（丹羽哲人）
- マウリと竜（竜[213]）
- 魔王シリーズ（椎頼）
  - ホンキの恋罪
  - シアワセの誘惑
- 未完成（阿南珪）
- 乱れそめにし（蓮華）
- みづいろとぴんく、それからだいだい。（ちひろ）
- 眼鏡cafe GLASS（月島）
- 野球天国（緒方知映）
- 優しくて棘があるDANGER〜愛はすべてを奪い合う（吉行皆実）
- 闇を切り裂く白銀（周防道隆）
- 誘惑（咲坂諒一）
- 雪よ林檎の香のごとく（桂英治）
- 夢結び恋結び（谷原柊至）
- 恋情のキズあと（谷城貴臣）
- レオパード白書シリーズ（薬師寺灯）
  - レオパード白書2
  - 溺愛クルージング
- ロッセリーニ家の息子 守護者（マクシミリアン・コンティ）
- WORK in（秋月史郎）
- 忘れないでいてくれ（守屋清涼）
- 私と猫と花の庭（鏑木雅人）
- 侘びとエロスのお稽古（久野芳一）
- ワルイコトシタイシリーズ (白羽七王)
  - 無慈悲なオトコ
  - 無慈悲なアナタ
  - 無慈悲なカラダ
  - ワルイ男でもいい
  - ワルイ恋人じゃダメ？
  - 悪いコでもイイ？

### 朗読・ラジオCD
- DJCD あまつき やみつき ラジオ 第一、二巻
- 今すぐ召喚!ツンデレ彼氏（ダーリン）意地悪なサイエンティスト編（志岐薫）
- お仕事男子 vol.1 職業 サラリーマン（二ノ宮雅人）
- お仕事男子 vol.2 職業 医者（二ノ宮雅人）
- 官能昔話2 〜アンデルセン童話〜
- 官能昔話 生朗読イベントCD「宴の後」
- キス×キス・コレクション VOL.2 「魔性のキス」（北村優）
- 月刊男前図鑑シリーズ特別編 月刊光源氏図鑑 六条・朝顔編 白椿盤
- 月刊男前図鑑 芸能編 白盤（スーツアクター）
- calling 〜あなたの言葉で抱きしめて〜 『優しくなだめて』
- ココだけ★honeybee 「遠恋男子」（早乙女駿）
- 淑女養成CD 〜執事が教える西洋料理のマナー〜（スチュアート）
- "続" 淑女養成CD ―執事が貴女にマナーをお教え致します―（スチュアート）
- DJCD Starry☆Sky 〜星月学園新聞部〜 第1巻
- Story of 365 days 〜chapter.03：CLUB
- DJCD「絶対可憐放送局 〜百花繚乱編〜」第3巻
- 戦国武将物語〜豪傑編〜（第一話「加藤清正物語」）
- 戦国武将物語外伝〜14の知将&豪傑物語〜（加藤清正物語外伝「最後の古武士なり」）
- Come across 〜DEARS朗読物語〜 Vol.6 日本の昔話4（第一話『三枚の札』、第三話『干支の始まり』）
- Come across 〜DEARS朗読物語〜 外伝 キツネとライオンの物語（第一話『キツネの玉』）
- ハートサプリメントシリーズ vol.1 「涙時間」（脩）
- 薄桜鬼 〜音声奏曲集〜
- 幕末志士物語〜土佐編〜（「武市半平太物語」）
- 幕末志士物語外伝〜14の土佐&佐幕・開国編〜（「武市半平太物語外伝」）
- 88星座物語〜ペガススの章〜（第五章）
- 88星座物語〜外伝〜 12の星の物語（「はと座の物語」）
- 花宵ロマネスク 〜花緊縛ノ葵、紫陽〜（宝生葵）
- honeybee 羊でおやすみシリーズ Vol.3 「ずっとそばにいるよ」
- honeybee 万葉恋歌 -藤の章-（大友昴）
- honeybee ミツバチ声薬 『Quntax』（武内）
- ブラザーアンドロイド -01.リュウ-（リュウ）
- RADIO DJCD BLEACH “B” STATION Vol.5
- DJCD BLEACH “B” STATION SECOND SEASON Vol.1
- Voice Colors series 3 〜純粋〜
- DJCD「薄桜鬼集会 放送録」

### ラジオドラマ
- VOMIC 黒子のバスケ（緑間真太郎）

### 吹き替え

#### 担当俳優
キリアン・マーフィー
- ダークナイト トリロジー（ジョナサン・クレイン / スケアクロウ）
  - バットマン ビギンズ ※劇場公開版
  - ダークナイト ※ソフト版
  - ダークナイト ライジング

- パニック・フライト（ジャクソン・リップナー）

#### 映画
- アイドル・ハンズ（ランディ〈ジャック・ノーズワージー〉）
- アトミック・ツイスター（ポッター）
- アベンジャー
- アラビアのロレンス ※テレビ東京版
- エアフォース・ワン ※ソフト版
- X-MENシリーズ（ボビー・ドレイク / アイスマン〈ショーン・アシュモア〉）※テレビ朝日版
  - X-MEN2
  - X-MEN:ファイナル ディシジョン
- 狼たちの街（ジミー・フィールズ〈アンドリュー・マッカーシー〉）
- 菊花の香り〜世界でいちばん愛されたひと〜（カン・ソンホ〈キム・ユソク〉）
- キャスパー マジカルウェンディ
- ザ・ビーチ（エティエンヌ〈ギョーム・カネ〉）※ソフト版
- サリー 〜夢の続き〜（スイン）
- ジェイソンX（ウェイランダー）
- ショウタイム（チャーリー）※ソフト版
- 真実の行方（アーロン・スタンプラー〈エドワード・ノートン〉）
- スクール・デイズ（カエル）
- スクリーム2
- 絶体×絶命 ※DVD・ビデオ版
- ダークナイト（コールマン・リース〈ジュシュア・ハート〉[215]）※ソフト版
- ダッド・サベージ（ボブ）
- ダブル・ガントレット（ジミー〈イーサン・エンブリー〉）
- ツイスター
- ツイン・ドラゴン
- 逃亡者2001（ヴァージル〈ハンス・マシソン〉）
- ドクター・ドリトル2（カメレオンのペピート〈ジェイコブ・バルガス〉）※テレビ東京版
- ノストラダムス（医者1）
- バーニング 劇場版（ベン〈スティーヴン・ユァン〉）
- パーフェクト・ワールド
- バンディッツ
- ファイト・クラブ（メカニック〈ホルト・マッカラニー〉）※ソフト版
- プライベートレッスン 青い体験（スイン）
- ブラック・ダイヤモンド ※ソフト版
- ブロンクス物語
- マイケル
- 夢だと云って（ヤニック）
- ラバーズ・アゲイン（ロバート〈エイダン・ギレン〉）
- リスキーブライド 狼たちの絆（バズ〈ディーン・ケイン〉）
- 恋愛小説家（ヴィンセント〈スキート・ウールリッチ〉）※DVD・ビデオ版
- レジェンド・オブ・アロー（ブロデリック〈デル・シノット〉）※NHK版
- ローラーボール (2002年の映画) ※テレビ東京版
- ワイルド・スピードX2 ※テレビ朝日版
- ワイルド・スモーカーズ（ダニー〈ジョン・ボン・ジョヴィ〉）

#### ドラマ
- あなたにムチュー（ジュアン）
- アリー my Love
- ER XI 緊急救命室 #235（ジョージ・ギドリー〈アダム・コンガー〉）
- ヴェロニカ's クローゼット（グリフィン）
- NCIS: ニューオーリンズ シーズン3 #14（ニコラス・トーレス〈ウィルマー・バルデラマ〉）
- NCIS 〜ネイビー犯罪捜査班（ニコラス・トーレス〈ウィルマー・バルデラマ〉）
- NCIS: ハワイ シーズン1 #18、シーズン2 #1（ニコラス・トーレス〈ウィルマー・バルデラマ〉）
- 神々の晩餐 -シアワセのレシピ-（チェ・ジェハ〈チュ・サンウク〉）
- KAMEN RIDER DRAGON KNIGHT（ドリュー・ランシング / 仮面ライダートルク〈クリストファー・フォリー〉）
- カリフォルニア・ドリーム（ブラッドリー）
- 救命医ハンク セレブ診療ファイル（エヴァン・ローソン〈パウロ・コスタンゾ〉）
- クリミナル・マインド シーズン11 #13（ランディ・ジェイコブス（マーティン）〈ウィルソン・べセル/Wilson Bethel〉）
- 刑事ナッシュ・ブリッジス（ポール 他）
- コウラン伝 始皇帝の母（蛟〈ホン・ヤオ〉[216]）
- コールドケース2 #22（カーティス・コリンズ）
- コッソンビ 二花院の秘密(チャン・テファ〈オ・マンソク〉)[217]
- GOTHAM/ゴッサム（ハービー・デント〈ニコラス・ダゴスト〉）
- 三国志 Three Kingdoms（趙雲〈聶遠〉）
- ジャイアント（チョ・ミヌ〈チュ・サンウク〉）
- ジョーイ（マイケル・トリビアーニ〈パウロ・コスタンゾ〉）
- 新アウターリミッツ（ビンター 他）
- スタートレック:ディープ・スペース・ナイン（ソラド、カウル、カービー、パヴェル・チェコフ）
- タッチング・イーブル〜闇を追う捜査官〜（ジャック）
- 天命（イ・ホ〈イム・スロン〉）
- ハイテク武装車バイパー（ジョン）
- 花より男子〜Boys Over Flowers（ユン・ジフ〈キム・ヒョンジュン〉）
- パパにはヒ・ミ・ツ（ギー）
- パワーレンジャーシリーズ
  - パワーレンジャー・ターボ・映画版・誕生!ターボパワー（エルガー、ピラナトロン・ウォーリアー）
  - パワーレンジャー・ターボ（エルガー、ファントムレンジャー）
  - パワーレンジャー・イン・スペース（エルガー、ファントムレンジャー、サイコブルー、クロコトックス2）
  - パワーレンジャー・ロスト・ギャラクシー（カメリアック、サイコブルー）
  - パワーレンジャー・S.P.D.（カタナ）
  - パワーレンジャー・サムライ（ジェイデン / レッドレンジャー〈アレックス・ハートマン〉）
- 犯罪捜査官 ネイビーファイル（コディ、無線士 他）
- フェリシティの青春（PJ）
- フレンズ
- ベイウォッチ（レッジ 他）
- ボーイ☆ミーツ☆ワールド（ロニー）
- メントーズ 〜世界の偉人たちからのメッセージ〜 #6
- ロマンスが必要2（ユン・ソクヒョン〈イ・ジヌク〉）

#### アニメ
- 絵文字の国のジーン（青カバン、メガネ顔[218]）
- トランスフォーマー アニメイテッド（2010年、プロール[219]）
- ソニックトゥーン（シャドウ・ザ・ヘッジホッグ）
- パワーパフガールズ（グローリー、ディック）
- 麻辣女配（2020年、サンディ[220][221]）
- ソニックプライム（シャドウ・ザ・ヘッジホッグ）
- トランスフォーマー アーススパーク（ハードトップ[222])

### 特撮
1999年
- 燃えろ!!ロボコン（ロボモグの声、団子町の人々）
- 燃えろ!!ロボコンVSがんばれ!!ロボコン（ロボモグの声）

2002年
- 仮面ライダー龍騎 ハイパーバトルビデオ 龍騎vs仮面ライダーアギト（悪のバーニングフォームの声）

2005年
- 魔法戦隊マジレンジャー（冥獣人四天王イエティー・ズィーの声）

2006年
- 仮面ライダーカブト 超バトルDVD 誕生!ガタックハイパーフォーム!!（ガタックゼクターの声）

2007年
- 仮面ライダー電王（ウラタロスの声、ニュートイマジンの声）
- 劇場版 仮面ライダー電王 俺、誕生!（ウラタロスの声）
- モモタロスのなつやすみ（ウラタロスの声）
- 仮面ライダー電王 超バトルDVD うたっておどって大とっくん!!（ウラタロスの声）

2008年
- 劇場版 仮面ライダーキバ 魔界城の王（将棋部員役）　※友情出演
- 劇場版 仮面ライダー電王&キバ クライマックス刑事（ウラタロスの声）
- モモタロスのキバっていくぜ!（ウラタロスの声）
- モモタロスのまっかっか城の王（ウラタロスの声）
- 劇場版 さらば仮面ライダー電王 ファイナル・カウントダウン（ウラタロスの声）

2009年
- 仮面ライダーディケイド（ウラタロスの声）
- 劇場版 超・仮面ライダー電王&ディケイド NEOジェネレーションズ 鬼ヶ島の戦艦（ウラタロスの声）

2010年
- 仮面ライダー×仮面ライダー×仮面ライダー THE MOVIE 超・電王トリロジー（ウラタロスの声）
  - EPISODE RED ゼロのスタートウィンクル
  - EPISODE BLUE 派遣イマジンはNEWトラル
  - EPISODE YELLOW お宝DEエンド・パイレーツ

2011年
- オーズ・電王・オールライダー レッツゴー仮面ライダー（ウラタロスの声）
- ネット版 オーズ・電王・オールライダー レッツゴー仮面ライダー 〜ガチで探せ! 君だけのライダー48〜（ウラタロスの声）

2012年
- 仮面ライダー×スーパー戦隊 スーパーヒーロー大戦（ウラタロスの声、アクセルの声）
- ネット版 仮面ライダースーパー戦隊 スーパーヒーロー大変 〜犯人はダレだ?!〜（ウラタロスの声、ファイズの声）

2017年
- 仮面ライダー×スーパー戦隊 超スーパーヒーロー大戦（ウラタロス / 仮面ライダー電王 ロッドフォームの声）

2018年
- 平成仮面ライダー20作記念 仮面ライダー平成ジェネレーションズ FOREVER（ウラタロスの声）

2019年
- 仮面ライダージオウ（ウラタロスの声）

2020年
- 仮面ライダー電王 プリティ電王とうじょう!（ウラタロスの声）

2021年
- セイバー+ゼンカイジャー スーパーヒーロー戦記（ウラタロスの声）

2024年
- 爆上戦隊ブンブンジャー（ワルイド・スピンドーの声）

### ラジオ
※はインターネット配信。
- モモっとトーク（2005年 - 2007年、MOTTO!ENTERTAINMENT※）
- BLEACH “B” STATION（2005年、ラジオ大阪・文化放送）マンスリーパーソナリティ
- 月刊・男前通信（2006年、モバイル文化放送A&G※）
- 週刊・遊佐浩二（2006年 - 2014年、モバイル文化放送A&G※）
- 宮野・遊佐の鋼鉄三国志〜らじお伝〜（2007年、文化放送）
- テニスの王子様 オン・ザ・レイディオ（2007年、文化放送）マンスリーパーソナリティ
- あまつき やみつき ラジオ（2008年、アニメイトTV※）
- 薄桜鬼集会 放送録（2011年 - 2014年、アニメイトTV※）不定期パーソナリティ
- 「NORN9 ノルン+ノネット」WEBラジオ ノルン放送局（2013年 - 2014年[229]、アニメイトTV※）
- オフィス遊佐浩二（2014年 - 2017年、アニメイトTV※）
- 新・オフィス遊佐浩二（2018年 - 、アニメイトタイムズ※）[230]

### ナレーション
- i-CHOP!
- ウォッチ!
- エクスプレス（TBS系）
- おはよう!グッデイ
- JNN報道特集
- ダウンタウンのガキの使いやあらへんで!! ヘイポークイズの回のナレーション
- WRCプレビューショー
- とくダネ!発 GO-ガイ!
- 『氷菓』 PVナレーション[231]
- 報道特集NEXT→報道特集

### テレビ番組
※はインターネット配信。
- 遊佐浩二の明るい家族計画（2014年 - 2015年、AT-X）
- 遊佐浩二の明るい家族計画 その2（2015年 - 2016年、AT-X・ST-X）
- アナログBANBAN（2017年 - 、AT-X・ST-X）

### 映像商品
- 仮面ライダー電王
  - 仮面ライダー電王 スペシャルトークショー 〜イマジン大集合！クライマックスだぜー!!〜
  - 劇場版 仮面ライダー電王 俺、誕生! コレクターズパック
  - 仮面ライダー電王 ファイナルステージ&番組キャストトークショー
- DearGirl〜Stories〜 4LoversOnly
- DearGirl〜Stories〜Festival Carnival Matsuri DGS祭
- 花宵ロマネスク 君に逢ひし刻 2006、2008
- BLEACH SOUL SONIC 2005 "夏"、2006 "夏祭"
- プリンセスナイトメア朗読劇 闇夜に眠る少女のロマンス
- LIVE PASTEL COLLECTION 2005
- 花の声優界! スター☆ボウリング 天下分け目の春の陣! 富士山が境目ですSP
- 鋼鉄三国志 歌劇舞台
- オトメイトパーティー♪2009、2013、2014、2015、2016、2017、2018、2019
- 黒執事「その執事、終章 〜最後の晩餐を貴方と共に〜」特典ダイジェスト映像
- 黒執事 その執事、狂騒〜赤いヴァレンタイン〜 イベントDVD
- イベントDVD 薄桜鬼 〜桜の宴〜
- 青の祓魔師 BLUE NIGHT FES
- 薄桜鬼 〜桜の宴〜 2013
- TOKYOヤマノテBOYS ALL STAR
- 「黒執事 Book of Circus / Murder」New Year's Party 〜その執事、賀正〜　2015

### その他コンテンツ
- パチスロ必勝ガイドDVD
- バンダイ Voice I-dollちびボイス 仮面ライダー電王（ウラタロス憑依良太郎）
- 玉ニュータウン DVD5特典映像（バラン爺さん）
- JIHAI〜磁海〜 comic movie FRONT ZERO（シラクサ）
- ハートキャッチプリキュア! ミュージカルショー（通之進）
- 動物の謝肉祭 シャチ 優しい殺し屋（吹替版）
- COMPLETE SELECTION MODIFICATION DEN-O BELT & K-TAROS（2017年9月、ウラタロス） - 玩具
- 浅草鬼嫁日記 特別ショートムービー「浅草鬼嫁ぶらり旅」（2019年、水連[232]）
- ニラメッコ 第1巻発売記念PV（2021年、水吉令[233]）

## ディスコグラフィ

### キャラクターソング
- アルカナ・ファミリア -La storia della Arcana Famiglia-キャラクターソングアルバム『La Festa La Vita!』
  - 「月光」
- 超者ライディーンシリーズ
  - 超者ライディーン オリジナルドラマ&キャラクターソングス Vol.1 「Journey」

「For You…」（ANGEL、THE HEARTS）
「Are You Happy? 〜誰よりも素敵な君になれ〜」(ANGEL)
  - 超者ライディーン オリジナルドラマ&キャラクターソングス Vol.2 「Believe」

「Changing」(ANGEL)
  - 超者ライディーン ANGEL Debut Album

「Spicy Girl」(ANGEL)
「Melody」(ANGEL)
「But Nobody Knows」(ANGEL)
- 花宵ロマネスク キャラクターソング「love slave」（宝生葵）
- Get Ride! アムドライバー キャラクターシングルVol.2 Ragna&Scene（シーン・ピアース）
- 『Perfect-Action -Double-Action Complete Collection-』（野上良太郎&ウラタロス）
  - 「Double-Action Rod form」
  - 「Double-Action Rod form ウラタロスセリフver.」
- 『Climax Jump DEN-LINER form』（モモタロス・ウラタロス・キンタロス・リュウタロス）
  - 「Climax Jump DEN-LINER form」（『仮面ライダー電王』2ndオープニングテーマ）
  - 「Climax Jump DEN-LINER form モモ ウラ キン リュウ セリフver.」
  - 「Climax Jump DEN-LINER form ウラタロスセリフver.」
  - 「Climax Jump "僕に釣られてみる?" Rod Re-Mix」（初回盤のみ）
- 『Double-Action CLIMAX form』（モモタロス・ウラタロス・キンタロス・リュウタロス・デネブ）
- いーじゃん!いーじゃん!スゲーじゃん!?
  - Climax Jump Rod form
  - Climax Jump Rod form(ウラタロスセリフVer.)
- BLEACH BEAT COLLECTION <GIN ICHIMARU>（市丸ギン）
  - 「世界は既に欺きの上に」
  - 「冬の花火」(feat.RANGIKU)
  - 「表裏"Hyo-ri"」
- NORN9 ノルン+ノネット Cantare Vol.2（加賀見一月）
  - 「夢幻の檻から」
- プリンセスナイトメア キャラクターマキシ「千の嘘+唯一の愛」（ラドウ・ドラクレア）
- マージナルプリンス〜月桂樹の王子達〜 「Marginal Prince Songs 3」
  - 「code name is…」（エンジュ）
- 鋼鉄三国志 外史想歌 第二伝〜六駿〜 キャラクターイメージソング（諸葛瑾子瑜）
  - 「風紋」（陸遜伯言・凌統公績・太史慈子義・甘寧興覇・諸葛瑾子瑜）
  - 「水影」（諸葛瑾子瑜）
- アニメ『絶対可憐チルドレン』エンディングテーマ「Break+Your+Destiny」兵部京介 vs 皆本光一 with 賢木修二 starring（遊佐浩二+中村悠一+谷山紀章）
- 絶対可憐チルドレン キャラクターCD 5th session 兵部京介 starring 遊佐浩二
  - 「自由という名のRestriction 」
  - 「God Breathless」
- UNLIMITED ∞
  - 「UNLIMITED 〜∞〜」兵部京介 vs 皆本光一 starrign 遊佐浩二+中村悠一
  - 「ADVENT」兵部京介 starring 遊佐浩二
- OVA 絶対可憐チルドレン〜愛多憎生!奪われた未来?〜 主題歌
  - 「 …Out of control…」可憐GUY's starring YUICHI NAKAMURA and KISHO TANIYAMA also KOJI YUSA
- 薄桜鬼 回奏録 下（原田左之助）
  - アニメ「薄桜鬼」キャラクターCD 幕末花風抄 原田左之助（原田左之助）
- 黒執事II キャラクターソング Vol.5「放蕩人、朗唱」（ラウ〈劉〉）
- LucianBee's JUSTICE YELLOW OPテーマソング「情熱-ワンナイト-バッチョーネ」/EDテーマソング「ロマンティックPuzzle」（メトロポリスV）
- 魔法つかいプリキュア! ボーカルアルバム リンクル☆メロディーズ
  - 「Beauty of truth」（バッティ、スパルダ、ガメッツ）

## 脚本
- COLLECTION DVD イマジンあにめ 2 第12話 キンちゃんのふっさり